# Rien à déclarer
Rien à déclarer (cu sensul de Nimic de declarat)  este un film de comedie franco-belgian care a fost produs în anul 2010 sub regia lui Dany Boon.

## Acțiune
Întâmplările redate în film au loc la începutul anilor 1990, când s-a deschis circulația liberă, fără control vamal, la granița franco-belgiană. Sunt prezentate cu mult umor ignoranta, șovinismul și prejudecățile naționale care au loc de obicei între țările vecine. Aceste conflicte mărunte îngreunează colaborarea organelor de ordine din Franța și Belgia și, de asemenea, căsătoriile mixte ale unor persoane din cele două țări.

## Distribuție
- Benoît Poelvoorde: Ruben Vandevoorde
- Dany Boon: Mathias Ducatel
- Julie Bernard: Louise Vandevoorde
- Karin Viard: Irène Janus
- François Damiens: Jacques Janus
- Bouli Lanners: Bruno Vanuxem
- Olivier Gourmet: Pfarrer von Chimay
- Philippe Magnan: Mercier
- Nadège Beausson-Diagne: Nadia Bakari
- Zinedine Soualem: Lucas Pozzi
- Guy Lecluyse: Gregory Brioul
- Christel Pedrinelli: Olivia Vandevoorde
- Joachim Ledeganck: Leopold Vandevoorde
- Jean-Paul Dermont: Vater Vandevoorde
- Laurent Gamelon: Schmugglerboss Duval